# SGC솔루션
SGC솔루션은 1967년 6월 27일 설립된 대한민국의 유리제품 제조회사이다. 대한민국 밀폐용기 시장에서 2005년 출시한 글라스락(Glasslock)이라는 상표로 시장 점유율 1위를 기록하고 있다. 과거에는 캔류 사업부문도 있었으나 수익이 저조한다는 이유로 캔류 사업은 한일제관에 분리 매각된 바 있다.

## 주요 사업
- 유리병사업: 음료 및 주류용 백색병, 갈색병, 녹색병 제조 및 판매
- 생활용품사업: 내열강화유리 밀폐용기(글라스락) 및 일반 유리식기, 유아식기(글라스락 베이비), 쿡웨어(글라스락 셰프토프) 반려동물용품(오펫), 프리미엄 유리 식기류(보에나)

## 같이 보기
- 락앤락
- 한일제관